# Valter Carrijo
Valter Carrijo (ur. 22 stycznia 1934 w Uberlandia) – brazylijski duchowny rzymskokatolicki, w latach 1991-2010 biskup Brejo.

## Życiorys
Święcenia kapłańskie przyjął 8 grudnia 1961. 18 stycznia 1989 został prekonizowany biskupem koadiutorem Brejo. Sakrę biskupią otrzymał 15 kwietnia 1989. 25 września 1991 objął urząd ordynariusza. 5 maja 2010 przeszedł na emeryturę.